# Johanssen
Johanssen ist der Familienname. Zu Herkunft und Bedeutung siehe Johannsen.

## Namensträger
- Adolf Johanssen (1863–1936), deutscher Jurist, Verwaltungsbeamter und Politiker (DVP), MdL Preußen
- Ernst Johanssen (1864–1934), deutscher Missionar der Bethel Mission
- Justus Johanssen (* 1995), deutscher Schauspieler
- Kent Johanssen (* 1970), norwegischer Skispringer
- Klaus-Peter Johanssen (1938–2012), deutscher Kommunikationsberater
- Pascal Johanssen (* 1973), Berliner Galerist, Kurator und Gründer des Direktorenhauses Berlin
- Paul Gerhard Johanssen (1903–1981), deutscher lutherischer Pastor
- Peter Jacob Johannssen (1858–1941), deutscher Agrarwissenschaftler
- Uli Mayer-Johanssen (* 1958), deutsche Unternehmerin